# Enicospilus cornifuscus
Enicospilus cornifuscus là một loài tò vò trong họ Ichneumonidae.